# Syzygium claviflorum
Syzygium claviflorum är en myrtenväxtart som först beskrevs av William Roxburgh, och fick sitt nu gällande namn av Nathaniel Wallich, Adeline May Cowan och John Macqueen Cowan. Syzygium claviflorum ingår i släktet Syzygium och familjen myrtenväxter.

## Underarter
Arten delas in i följande underarter:
- S. c. claviflorum
- S. c. tavaiense